# Ana Mafalda (Schiff)
Die Ana Mafalda war ein 1951 gebautes Fracht- und Passagierschiff der portugiesischen Reederei Sociedade Geral de Comércio, Indústria e Transportes. Das Schiff stand rund 25 Jahre im Liniendienst zwischen Lissabon und Guinea und diente im portugiesischen Kolonialkrieg als Truppentransporter. 1979 wurde es in Pakistan abgewrackt.

## Bau und technische Daten
Anderthalb Jahre nach dem Schwesterschiff Alfredo da Silva erfolgte auf der Lissaboner Werft Companhia União Fabril (CUF) am 9. Mai 1951 der Stapellauf des Schiffes, das den Namen Ana Mafalda nach der Urenkelin des Reedereigründers Alfredo da Silva (1871–1942) erhielt. Angeschafft wurde das Schiff mithilfe der Mittel aus dem Programm des Despacho 100, des Dekrets Nummer 100, mit dem die portugiesische Regierung nach dem Zweiten Weltkrieg die Handelsflotte modernisierte und erweiterte. Die Übergabe erfolgte Ende Mai 1951, Heimathafen des Schiffes wurde Lissabon.
Das Schiff war 107,07 Meter lang, 13,90 Meter breit und hatte einen Tiefgang von 7,51 Metern. Es war mit 3317,78 BRT bzw. 1882,56 NRT vermessen. Zwei Siebenzylinder-Zweitakt-Dieselmotoren des schwedischen Herstellers Atlas Polar erzeugten 2660 PS und ermöglichten über eine Schraube eine Geschwindigkeit von bis zu 13,5 Knoten. Ihre Unterkünfte boten 52 Passagieren Platz, davon 16 in der Ersten Klasse, 24 in der Zweiten Klasse und 12 in der Dritten Klasse. Die Laderäume hatten eine Kapazität von 5595 Kubikmeter. Die Besatzung bestand aus 47 Mann.

## Geschichte
Auf der Jungfernfahrt ab 5. Juni 1951 fuhr die Ana Mafalda mit Fracht und Passagieren von Lissabon nach Bissau in Guinea-Bissau, Praia und São Vicente auf Kap Verde. Zusammen mit der Alfredo da Silva übernahm sie den Liniendienst zwischen dem Mutterland und den beiden Kolonien. Die Fahrten fanden alle 14 Tage statt, die Abfahrten in Lissabon erfolgten dabei an jedem 10. und 25. eines Monats. Bei Bedarf wurde der Liniendienst der beiden Schiffe zusätzlich durch Frachtschiffe ergänzt.
Nach Beginn des portugiesischen Kolonialkrieges charterte die Regierung ab November 1963 auch die Ana Mafalda für Truppen- und Nachschubtransporte. In den nächsten Jahren führte die Ana Mafalda über 20 Fahrten in der Charter der portugiesischen Regierung nach Guinea durch.

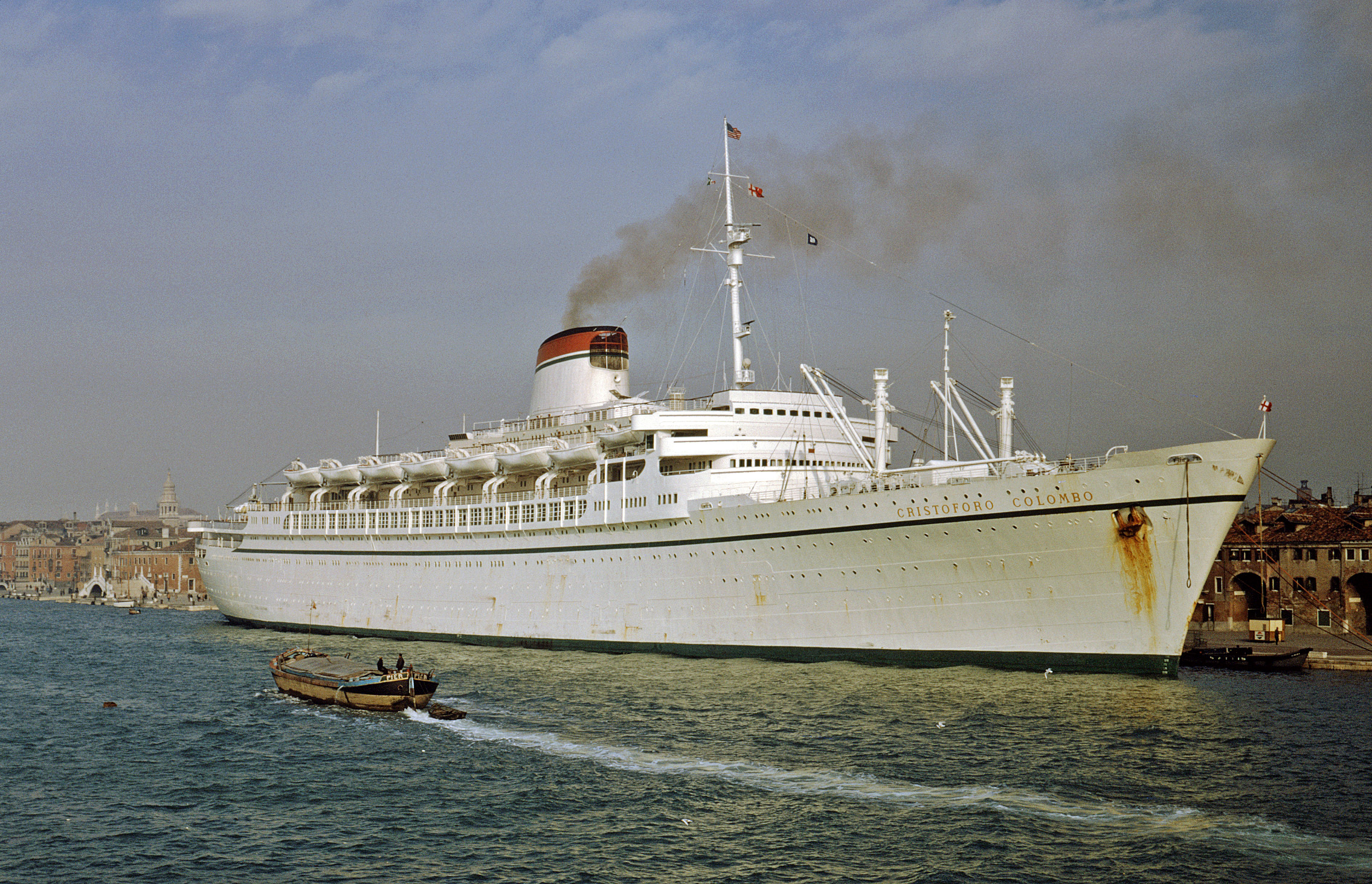
Die Cristoforo Colombo 1972

Am 10. August 1971 kollidierte sie in Lissabon im Nebel mit der Cristoforo Colombo. Dabei wurde der Bug des Schiffes komplett zerstört und die Ana Mafalda musste zur Reparatur in die Werft.
Nach der von der portugiesischen Regierung verordneten Fusion der Sociedade Geral de Comércio, Indústria e Transportes mit der Schwesterfirma Companhia Nacional de Navegação (CNN) im Jahr 1972 wurde die Ana Mafalda der CNN zugewiesen und blieb dort noch bis 1975 in Fahrt. Dann wurde sie mehrfach verkauft und kam unter verschiedenen Namen in Fahrt: 1975 als Constantino N. und im selben Jahr als Aigle sowie 1977 als  Martigny. 1979 wurde das Schiff zum Abbruch verkauft und ab dem 16. März 1979 im pakistanischen Gadani abgewrackt.